# Entomological Research
Entomological Research – recenzowane czasopismo naukowe publikujące w dziedzinie entomologii.
Czasopismo to wydawane było od 1970 jako Korean Journal of Entomology przez Entomological Society of Korea. Pod nową nazwą wydawane jest we współpracy z Willey Publishing Asia Pty Ltd i stanowi oficjalne anglojęzyczne pismo stowarzyszenia. Publikowane są w nim oryginalne prace badawcze, przeglądy i krótkie doniesienia. Tematyką obejmuje takie aspekty entomologii jak systematyka, ekologia, fizjologia, biochemia, embriologia, genetyka, cytologia i biologia molekularna owadów, kontrola szkodników, entomologia medyczna oraz pszczelarstwo i jedwabnictwo.
W 2014 roku impact factor czasopisma osiągnął 0,398. Zajęło ono 78. miejsce w rankingu ISI Journal Citation Reports w kategorii entomologia.